# البهائية في غيانا
تم ذكر البهائية في غيانا لأول مرة في المصادر البهائية في عام 1916، حيث زار أول بهائيون غيانا في عام 1927 لكن تم تأسيس المجتمع البهائي في غيانا في 1953 مع بداية وصول الرواد المنظمين ومن البهائيين المتحولين من غيانا. قام المجتمع بانتخاب أول جمعية روحية محلية في 1955 وانتخب الجمعية الروحية الوطنية المستقلة في 1977. على الرغم من أن المجتمع البهائي صغير نسبيًا، إلا أنه معروف بتركيزه على الوحدة، وعدم التورط في السياسة، وعمله في قضايا مثل محو الأمية وقضايا الشباب.
شهدت البلاد هجرات كبيرة تغير على إثرها حجم المجتمع البهائي بشكل كبير. شهدت الفترة من 1964 إلى 1996 نموًا سريعًا، ولكن النمو استقر تأثرًا بالهجرة. أظهر التعداد الوطني لعام 2002 أن حوالي 0.1%، أو 500 شخص، كانوا بهائيين في ثلاثة من أصل 10 من مناطقها، على الرغم من أن البهائيين تم ملاحظتهم في جميع المناطق. الآن، يتم توزيع البهائيين على نطاق واسع عبر غيانا وهم ممثلون في جميع المجموعات العرقية الرئيسية والمناطق. في عام 2019، كتب مراسل في مجلة غيانا كرونيكل أن هناك أكثر من 800 بهائي، "منتشرين عبر المناطق الإدارية العشرة في غيانا".

## الحجم والتركيبة السكانية
تذكر المصادر البهائية أنه كان هناك 110 أعضاء في عام 1969، وأنه بحلول عام 1989 بلغ عددهم 22,000، حيث انضم 11,000 شخص إلى الدين في فترة ثلاثة أشهر في عام 1989. في الفترة من 1990 إلى 1996، ادعت المصادر البهائية أن عدد سكانهم كان أكثر من 5% من السكان. شهدت البلاد هجرات كبيرة, بما في ذلك العديد من البهائيين الذين غادروا غيانا إلى أماكن أخرى، وخاصة نيويورك وتورنتو. بحلول وقت التعداد الوطني لعام 2002، تراجع عدد البهائيين إلى حوالي 500 بهائيين، معظمهم في المناطق 3 و 4 و 6، على الرغم من ملاحظة وجود بهائيين في جميع المناطق. في تعداد 2012، تم الإشارة إلى أن البهائيين كانوا أقل من 1% من السكان.
قدرت الطبعة الأولى من الموسوعة المسيحية العالمية (1982) عدد البهائيين في غيانا بـ 1,700 في عام 1970، و 2,200 في عام 1975، و 2,700 في عام 1980. قدر الإصدار الثاني من الموسوعة المسيحية العالمية (2001) عدد البهائيين في غيانا بـ 13,000 في عام 1990، و 14,584 في عام 2000. كما أشار إلى أن البهائيين في غيانا شهدوا، "نموًا سريعًا من 1 جمعية روحية محلية (1964) إلى 17 (1973)، ثم إلى 68 جمعية روحية محلية بحلول عام 1996."
في عام 2005، قدرت جمعية بيانات الدين الدينية (التي تعتمد بشكل أساسي على الموسوعة المسيحية العالمية) عدد البهائيين بحوالي 13,000.
مؤخرًا، ذكرت الجمعية الوطنية أنها أضافت جمعيات في ليثم، كورينتين و إسيكويبو. البهائيون الآن منتشرون على نطاق واسع في جميع أنحاء غيانا ويمثلون جميع المجموعات العرقية الرئيسية والمناطق. بينما المجتمع البهائي صغير نسبيًا، إلا أنه معروف بتركيزه على الوحدة، وعدم التورط في السياسة، وعمله في قضايا مثل محو الأمية وقضايا الشباب.
كتبت سفيتلانا مارشال في 2019 لصحيفة غيانا كرونيكل أن "أكثر من 800 بهائي منتشرون عبر 10 المناطق الإدارية في غيانا".

## الافتتاح

### ألواح الخطة الإلهية لـ عبد البهاء
كتب عبد البهاء، زعيم البهائية آنذاك، سلسلة من الرسائل، أو الألواح، إلى أتباع الدين في الولايات المتحدة في الفترة من 1916 إلى 1917؛ وتم تجميع هذه الرسائل معًا في الكتاب المسمى ألواح الخطة الإلهية. كانت السلسلة السادسة من الألواح هي الأولى التي تذكر مناطق أمريكا اللاتينية، وقد كتبت في 8 أبريل 1916، ولكن تأخرت في تقديمها في الولايات المتحدة حتى عام 1919 — بعد نهاية الحرب العالمية الأولى والإنفلونزا الإسبانية. كانت أولى الإجراءات التي اتخذها المجتمع البهائي تجاه أمريكا اللاتينية هي تلك التي قام بها بعض الأفراد الذين قاموا برحلات إلى المكسيك وأمريكا الجنوبية بالقرب من أو قبل هذا الكشف في 1919، بما في ذلك السيد والسيدة فرانكلاند، وروي ويليام، ومارثا روت. بدأت رحلات روت إلى أمريكا اللاتينية في صيف 1919. تم ترجمة السلسلة السادسة وتقديمها من قبل أحمد سهرب في 4 أبريل 1919، ونُشرت في مجلة نجمة الغرب البهائية في 12 ديسمبر 1919. قام عبد البهاء بذكر البلدان والجزر في أمريكا الوسطى والجنوبية، بما في ذلك "الغويانات"، كمناطق يجب على البهائيين في أمريكا الشمالية زيارتها وفتحها للإيمان البهائي.
بعد إصدار هذه الألواح ووفاة عبد البهاء في عام 1921، بدأ عدد قليل من البهائيين بالانتقال إلى أو على الأقل زيارة أمريكا اللاتينية. في عام 1927، ذكرت ليونورا أرمسترونغ الدين علنًا في العاصمة جورج تاون في غيانا البريطانية آنذاك.

### خطة السبع سنوات والعقود التي تلتها
كتب شوقي أفندي، الذي تم تعيينه خليفة لعبد البهاء، تلغرافًا في 1 مايو 1936 إلى المؤتمر السنوي للبهائيين في الولايات المتحدة وكندا، وطلب بدء التنفيذ المنهجي لرؤية عبد البهاء. في تلغرافه كتب:
... ليت الله أن كل ولاية في الجمهورية الأمريكية وكل جمهورية في القارة الأمريكية قد تحتضن نور إيمان بهاء الله وتؤسس الأساس الهيكلي لنظامه العالمي قبل انتهاء هذا القرن المجيد.
بعد تلغراف 1 مايو، جاء تلغراف آخر من شوقي أفندي في 19 مايو يدعو إلى تثبيت الرواد البهائيون بشكل دائم في جميع دول أمريكا اللاتينية. تم تعيين الجمعية الروحية الوطنية للبهائيين في الولايات المتحدة وكندا لجنة أمريكا اللاتينية لتولي الإعدادات. في عام 1936، انطلق دادلي م. بلاكلي، بعد أن أصبح بهائيًا في 1920، مع زوجته إلسا في رحلات حول العالم للترويج للدين وسافر إلى غيانا لمدة عدة أسابيع لنشر الدين. خلال مؤتمر بهائي أمريكا الشمالية لعام 1937، أرسل شوقي أفندي تلغرافًا ينصح فيه المؤتمر بتمديد مداولاتهم للسماح للمندوبين والجمعية الوطنية بالتشاور بشأن خطة تمكّن البهائيين من الذهاب إلى أمريكا اللاتينية وكذلك تضمين إتمام الهيكل الخارجي لبيت العدل الأعظم في ويلميت، إلينوي. في عام 1937، تم إطلاق خطة السبع سنوات الأولى (1937–44)، وهي خطة دولية صممها شوقي أفندي، التي أعطت للبهائيين الأمريكيين هدفًا يتمثل في تأسيس الإيمان البهائي في كل دولة في أمريكا اللاتينية. مع انتشار البهائيين الأمريكيين، بدأت المجتمعات البهائية والجمعيات الروحية في التشكيل في 1938 عبر أمريكا اللاتينية.

### البهائيون الأوائل
كان البهائي الأول الذي استقر في هو غيانا الدكتور مالكولم كينغ، جامايكي الجنسية، الذي سافر من منزله في الولايات المتحدة في عام 1953 عبر ترينيداد. في عام 1955، تم انتخاب أول جمعية روحية محلية في غيانا في جورج تاون.
بعد انتخاب الجمعية الروحية الوطنية الإقليمية لأمريكا الجنوبية في عام 1950، تم تقسيم هذه الجمعية في عام 1957 إلى اثنتين - واحدة تشمل شمال وشرق أمريكا الجنوبية والأخرى تشمل غرب وجنوب أمريكا الجنوبية. في عام 1963، كانت هناك مجموعات صغيرة من البهائيين معروفة في كامبلفيل، كيتى وقرية لودج (التي أصبحت الآن ضواحي جورج تاون)، غروف وبروفيدنس (كلاهما في ديميرارا-ماهايكا في الضفة الشرقية لديميرارا)، وماكنزي (التي أصبحت الآن جزءًا من ليندن).

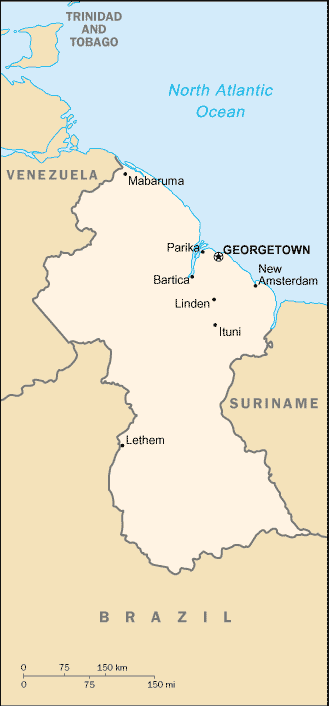

في أغسطس 1965، استضاف البهائيون في جورج تاون مؤتمرًا إقليميًا بحضور يد الأمر جلال خزاعي وبهائيين من غيانا البريطانية، الفرنسية والهولندية، شمال البرازيل، شرق فنزويلا وترينيداد. في أوائل فبراير 1968، زارت يد الأمر روحية خانم غيانا حيث ألقت هناك محاضرات عامة، وزارت مدرسة للمكفوفين، والتقت بالقادة المدنيين.

### التكامل الإقليمي
في عام 1970، انتخب بهائيون غيانا، وسورينام، وغيانا الفرنسية أول جمعية روحية وطنية إقليمية. مثلت روحية خانم البيت العالمي للعدل في المؤتمر لانتخاب الجمعية. كان هناك 54 مندوبًا يمثلون ما لا يقل عن 10 جمعيات في غيانا، 3 في سورينام، و3 في غيانا الفرنسية. الأعضاء المنتخبون كانوا: جامشيد أرجمندي؛ هنري دولفين؛ أوغست هولاند؛ شيريل بليير؛ إلين ويدمر؛ السيد ريفادافيا دا سيلفا، إيلين هيل، إيفان فريزر، وديزي هانفيلد. أثناء وجودها هناك، تحدثت روحية خانم مرة أخرى إلى الصحافة العامة والقادة المدنيين، بما في ذلك الرئيس آنذاك آرثر تشونغ. وركزت تعليقاتها على تعاليم البهائية في وحدة الإنسانية وإنهاء التحيزات العنصرية.
تم عقد أول مؤتمر إقليمي للشباب البهائي في باراماريبو، من 29 إلى 31 ديسمبر 1972. كان المؤتمر مخصصًا بشكل خاص لشباب بهائيي ترينيداد وتوباغو، وآروبا، وبونير، وكوراساو، وغيانا، وسورينام، وغيانا الفرنسية. تم عقد المؤتمر السادس للشباب في عام 1979. في نفس الوقت، في عام 1975، طلبت الجمعية الوطنية من البيت العالمي للعدل إرشادات بشأن كيفية الاستجابة لمتطلبات الخدمة الوطنية، التي نصت على أن الخدمة في الزراعة مقبولة بينما يجب تقليل فرص الخدمة التي تتطلب القتال.

## 1980—2000
دخل الدين مرحلة جديدة من النشاط عندما تم إصدار رسالة من البيت العالمي للعدل بتاريخ 20 أكتوبر 1983. حثت الرسالة البهائيين على البحث عن طرق تتوافق مع تعاليم البهائية التي تمكنهم من المشاركة في التنمية الاجتماعية والاقتصادية للمجتمعات التي يعيشون فيها. عالميًا، في عام 1979 كان هناك 129 مشروعًا معترفًا به رسميًا من مشاريع التنمية الاجتماعية والاقتصادية للبهائيين. وبحلول عام 1987، ارتفع عدد المشاريع المعترف بها رسميًا إلى 1482. في الثمانينات، أنشأت المجتمعات البهائية في غيانا مكتبًا للتنمية الاجتماعية والاقتصادية الذي استشار المجتمعات الريفية في تقييم الاحتياجات مع التركيز على مسألة محو الأمية. في عام 1984، كان فرانك فيرنانديز، وهو بهائي من غيانا، ضيف الشرف في عشاء لقادة مدنيين تلاه حفل بيانو في المركز الثقافي الوطني لجمهور من 250 شخصًا. واحدة من استجابات المجتمع كانت الاتصال بالمجتمعات البهائية في كندا، الولايات المتحدة، والمملكة المتحدة. معًا، قاموا بترتيب 40,000 كتاب قراءة أصبحت أساسًا للمكتبات في 65 قرية. تم تنظيم ورش تدريبية بالتعاون مع وزارة التعليم التي تم تطويرها في سياق لغتي ماكوشي ووابيشانا. في عام 2000، تم ملاحظة أن البهائيين قد ساهموا في تدريب 1500 معلم لهذا المشروع. أيضًا في الثمانينات، فتح بعض البهائيين مدرسة خاصة - مدرسة الأمم في غيانا، وهي مدرسة خاصة لجميع الأعمار مستوحاة من البهائية. هناك 650 طالبًا بدوام كامل (يمثلون 22 جنسية) و300 بالغين يواصلون شهادة التعليم العام الدولية في المساء.
في عام 1988، تم تنظيم العديد من الفعاليات. في أبريل، تم عقد مؤتمر بين بهائيي غيانا. في مايو، حشد الشباب البهائيون للأنشطة التي أسفرت عن تحول أكثر من 200 شخص. في يونيو، زار طبيبان بهائيان من بريطانيا غيانا لمدة أسبوعين لإلقاء محاضرات والعمل في مستشفى جورج تاون العام ثم جابا البلاد في فعاليات بهائية. في عام 1992، كرمّت حكومة غيانا البهائيين بإصدار طوابع تحمل إشعارًا حول السنة المقدسة البهائية في 1992. في عام 1999، ساهمت الجمعية الوطنية في الحوار حول إصلاح دستور غيانا.

## المجتمع الحديث
في العقد الأول من الألفية، تعاونت المنظمات البهائية مع مشاريع لمكافحة انتشار الفقر والإيدز بين الشباب - بالإضافة إلى دراسات حول فعالية الدين في تحفيز الناس للتعامل مع المشاكل الاجتماعية. في عام 2002، ساهم البهائيون جماعيًا وفرديًا في معهد تعليم السلام في غيانا عند تدشينه والمشاركة في المناقشات حول الإصلاح التي أقيمت في مكتب منظمة الشباب المسلم. تم ملاحظة ورش العمل للشباب في عام 2006 التي عرضت نماذج للتغيير في دورات المشاكل الاجتماعية مثل إدمان الكحول والعنف الأسري وشاركوا في المناقشات والمعارض الوطنية حول العلاقات العرقية التي نظمتها اللجنة الوطنية للعلاقات العرقية في 2006 وحوارات حول التسامح الديني. كما تم الإشارة إلى دعم المجتمع البهائي للأنشطة بين الأديان من خلال منظمة العلاقات الدينية بين الأديان (IRO)، وهي منظمة غير حكومية تمثل الكنائس المسيحية والهندوسية والإسلامية والبهائية، ولجنة العلاقات العرقية.
تحتوي مقبرة ريبنتير في جورج تاون على قسم للدفن البهائي.